# Ezra F. Kysor
Ezra Frank Kysor (New York, 6 agosto 1835 – 7 maggio 1907) è stato un architetto statunitense.

## Biografia
Nato e cresciuto a New York si spostò nell'ovest degli Stati Uniti verso i trent'anni di età.
Aprì dapprima uno studio a Virginia City in Nevada per poi trasferirsi nel 1868 a Los Angeles. Qui progettò la Pico House tra il 1869 ed il 1870 e rimodellò inoltre il Workman and Temple Family Homestead Museum. Nel 1876 progettò la cattedrale di Santa Bibiana. Gli viene attribuito anche il Merced Theatre a Merced sempre in California.

### Vita privata
Sposato con Clara Perry, ha avuto un figlio Charles H. Kysor (1883-1954) anch'esso architetto.